# Heckler & Koch P7
La Heckler & Koch P7 è una pistola semiautomatica prodotta dall'azienda tedesca Heckler & Koch. In precedenza era conosciuta come PSP (Polizei Selbstlade Pistole, pistola autocaricante della polizia). 
Un esemplare di pistola P7 9mm compare nel videogame “Resident Evil 2”, come arma di ordinanza del protagonista Leon Kennedy all’inizio del gioco.

## Storia

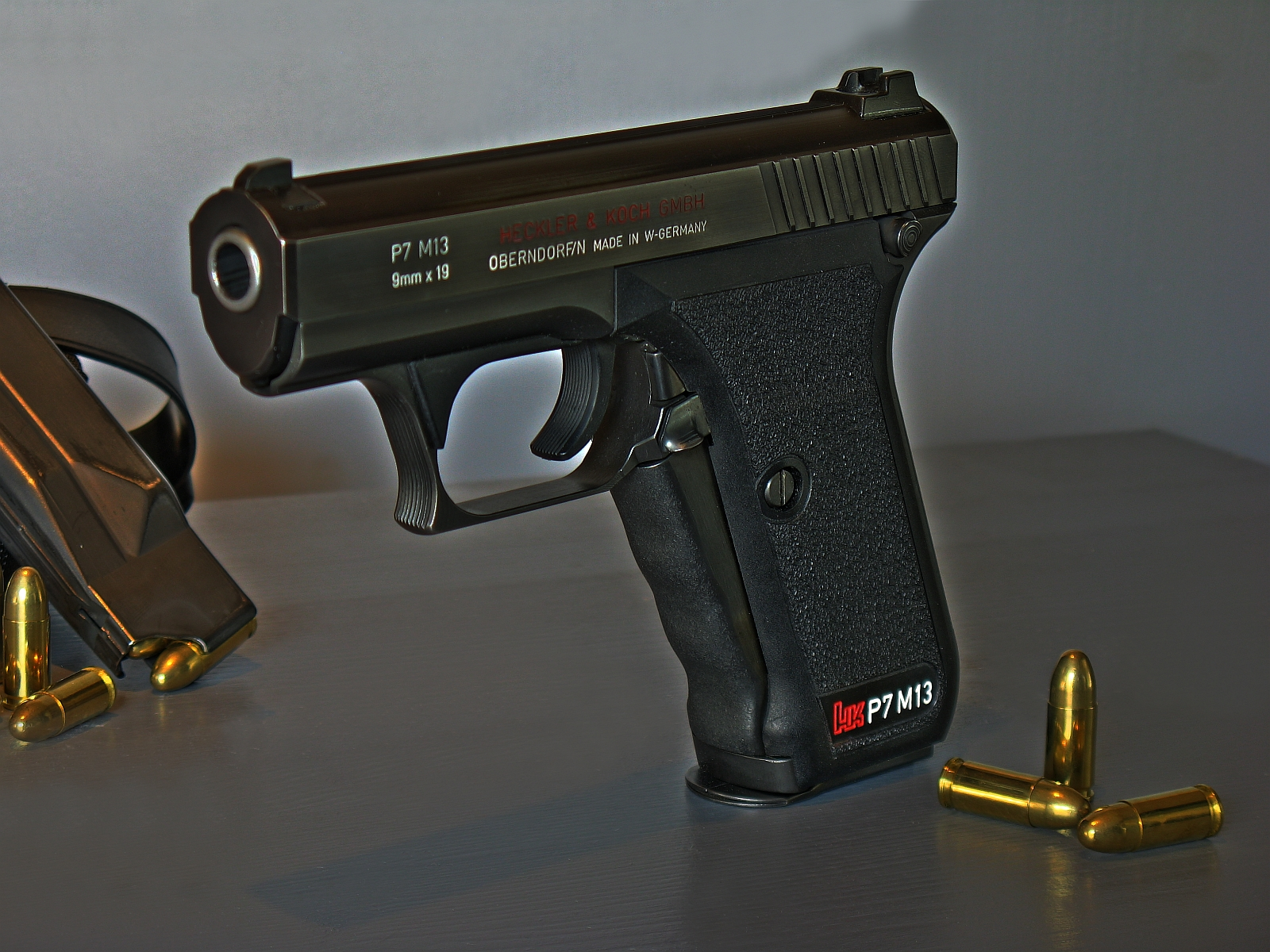
Una Heckler & Koch P7M13

La decisione di sostituire le precedenti armi da fianco calibro 7,65 mm con pistole 9 mm fu presa in seguito al massacro di Monaco avvenuto durante le Olimpiadi del 1972. La scelta ricadde sulla PSP (chiamata P7), sulla SIG P220 (P6) e sulla Walther P5.
La produzione della P7 iniziò nel 1979 e fu utilizzata dal reparto antiterrorismo GSG 9 e dalle forze speciali della Bundeswehr. La pistola fu inoltre esportata in diversi paesi, in particolare in Grecia dove era prodotta dalla Elliniki Biomihania Oplon.

## Varianti
Sulla base della P7 sono state sviluppate dalla H&K diverse varianti, non più in produzione: P7PT8, P7M13, P7K3, P7M10 e P7M7:
- La P7PT8 era una versione ad uso sportivo modificata ad un calibro 9x19 mm; utilizzava proiettili di plastica e presentava dei puntini blu su entrambi i lati per identificarne immediatamente la configurazione "non letale".
- La P7M13 era identica alla P7 ma aveva un caricatore con munizioni disposte su due file, consentendo di raggiungere i 13 colpi. Fu proposta senza successo all'esercito degli Stati Uniti. La versione P7M13SD fu prodotta in numero limitato per le forze speciali tedesche, ed era caratterizzata da una canna più lunga e un silenziatore.
- La P7K3 era una variante più corta dell'originale, era in cal. 22 LR, 32 ACP o 380 Auto e con azionamento a massa battente.
- La P7M8 era stata realizzata sul finire degli anni '80 per il mercato statunitense. Tale versione presentava una nuova leva di sganciamento del caricatore su entrambi i lati al di sotto del grilletto, un nuovo scudo termico in materiale sintetico per proteggere l'operatore in caso di surriscaldamento, un nuovo gancio di sicurezza e un nuovo percussore.
- La P7M10 era una versione creata per il mercato statunitense nel 1991. Utilizzava munizioni .40 S&W in un caricatore bifilare da 10 colpi.
- La P7M7 era stata progettata per utilizzare cartucce .45 ACP ma rimase allo stato di prototipo.